# Súng máy đa chức năng

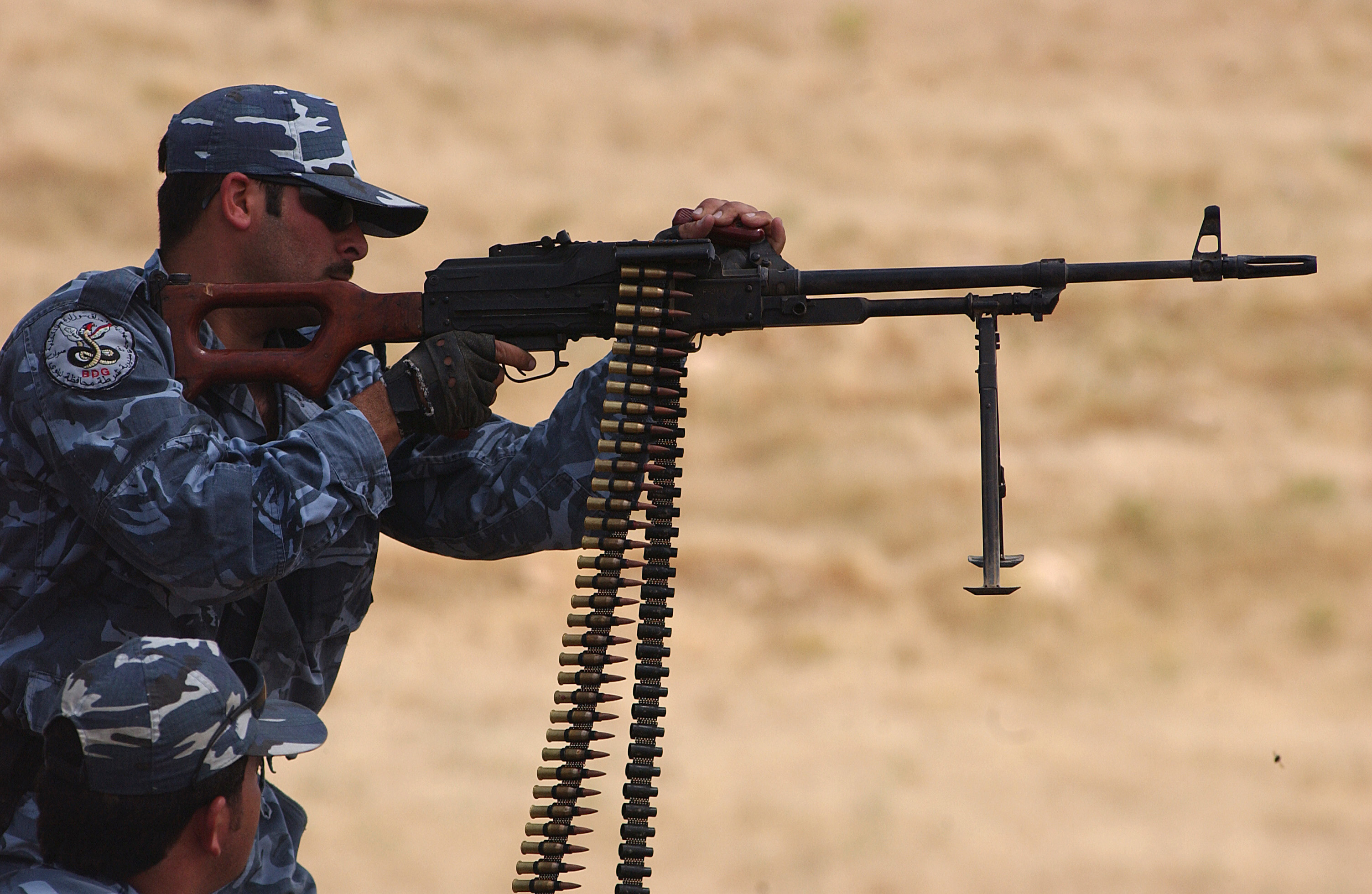
Khẩu PKM của Nga.

Súng máy đa chức năng hay súng máy đa năng (thuật ngữ tiếng Anh: general-purpose machine gun - GPMG) là loại súng máy có khả năng tác chiến mạnh như súng máy hạng trung (MMG) nhưng cơ động như súng máy hạng nhẹ (LMG), có thể sử dụng để tác chiến bởi một người duy nhất hay có thể có thêm một nhóm hỗ trợ để tác chiến hiệu quả hơn.
Với việc khẩu MG 34 đi vào chiến đấu, Đức đã cho thế giới thấy một loại hỏa lực mới là súng máy đa chức năng. Nó rất hiệu quả trong hỏa lực nhưng lại có thể gắn ở gần như bất kỳ đâu và có thể dễ dàng thay thế các bộ phận khác nhau để có cơ chế hoạt động thích hợp với môi trường mà loại súng này được sử dụng như hệ thống nhắm hay cơ chế nạp đạn.
Các mẫu MMG hiện đại thường sử dụng hệ thống làm mát bằng không khí của MMG và thường sử dụng các loại đạn súng trường phổ biến như 7.62x51mm NATO, 7.62x54mmR hay 7.92x57mm Mauser. GPMG thường được dùng bắn khi đặt cố định dưới đất trên chân chống của chính nó hay trên bệ chống ba chân cũng như thường được gắn trên các phương tiện cơ giới vì chúng quá mạnh hay nặng để có thể bắn một cách hiệu quả (nhưng vẫn bắn được) với tư thế đứng hoặc di chuyển mà không có sự hỗ trợ.

## Các ví dụ

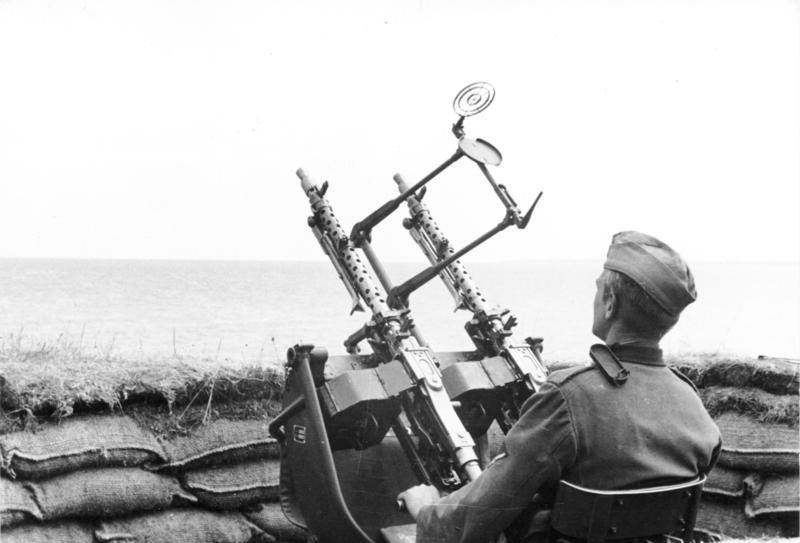
Cặp súng MG-34 đang được dùng trong vị trí phòng không.

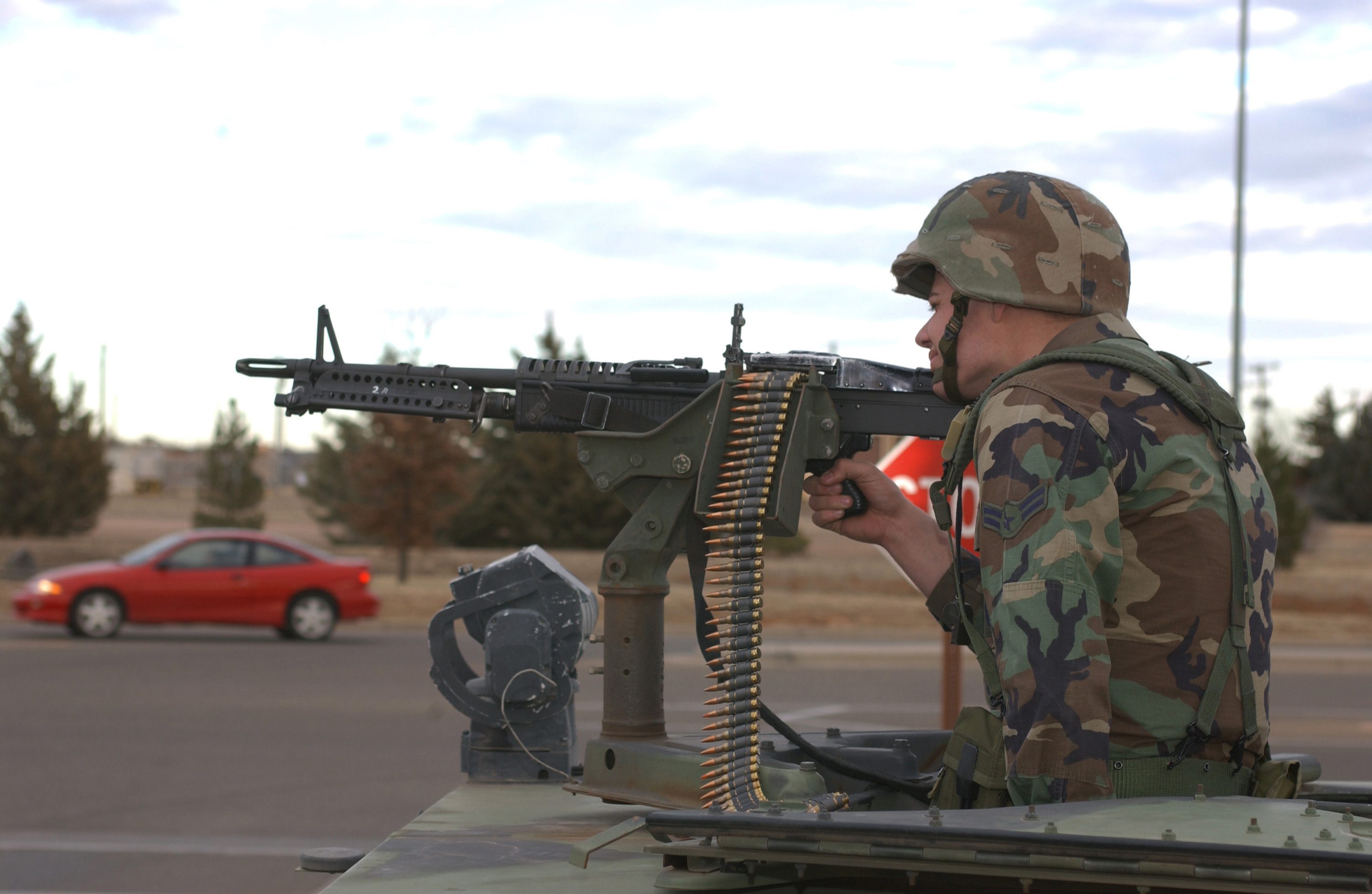
Khẩu M60 gắn trên xe tăng.

- Khẩu Maschinengewehr 34 (MG-34) của Đức sử dụng trong Chiến tranh thế giới thứ hai với việc sử dụng hệ thống làm mát bằng không khí, dây đạn cũng như độ cơ động cao có thể gắn ở bất cứ đâu và chiến đấu trong nhiều tình huống khác nhau. Nó đã trở thành một trong các loại vũ khí tiêu chuẩn của Đức Quốc xã và được gắn trên nhiều các phương tiện cơ giới trong suốt Chiến tranh thế giới thứ hai. Khẩu MG-34 thành công tới mức mà hầu như các chiến tuyến điều có mặt loại súng này, kể cả các cuộc chiến khác sau thế chiến cũng vẫn còn sử dụng.
- Khẩu Maschinengewehr 42 (MG-42) là mẫu ngay sau MG 34 đã đạt thành công ngoài mong đợi để trở thành loại súng máy cơ động và hiệu quả nhất trong Thế chiến II, nó đã được trang bị cho hầu hết các phương tiện cơ giới của Wehrmacht.
- Khẩu Rheinmetall MG-3 là mẫu tiếp theo của MG 42 vẫn đang được sử dụng trong quân đội Đức và các nước khác.
- Khẩu FN MAG của Bỉ là loại súng GPMG được dùng rộng rãi trong NATO và các nước phương Tây.
- Khẩu Vektor SS-77 của Nam Phi.
- Khẩu PK của Nga đã được xuất khẩu với số lượng rất lớn.
- Khẩu Type 67 của Trung Quốc (sao chép từ khẩu PK của Nga).
- Khẩu M60 của Mỹ.